# Lacaille 9352

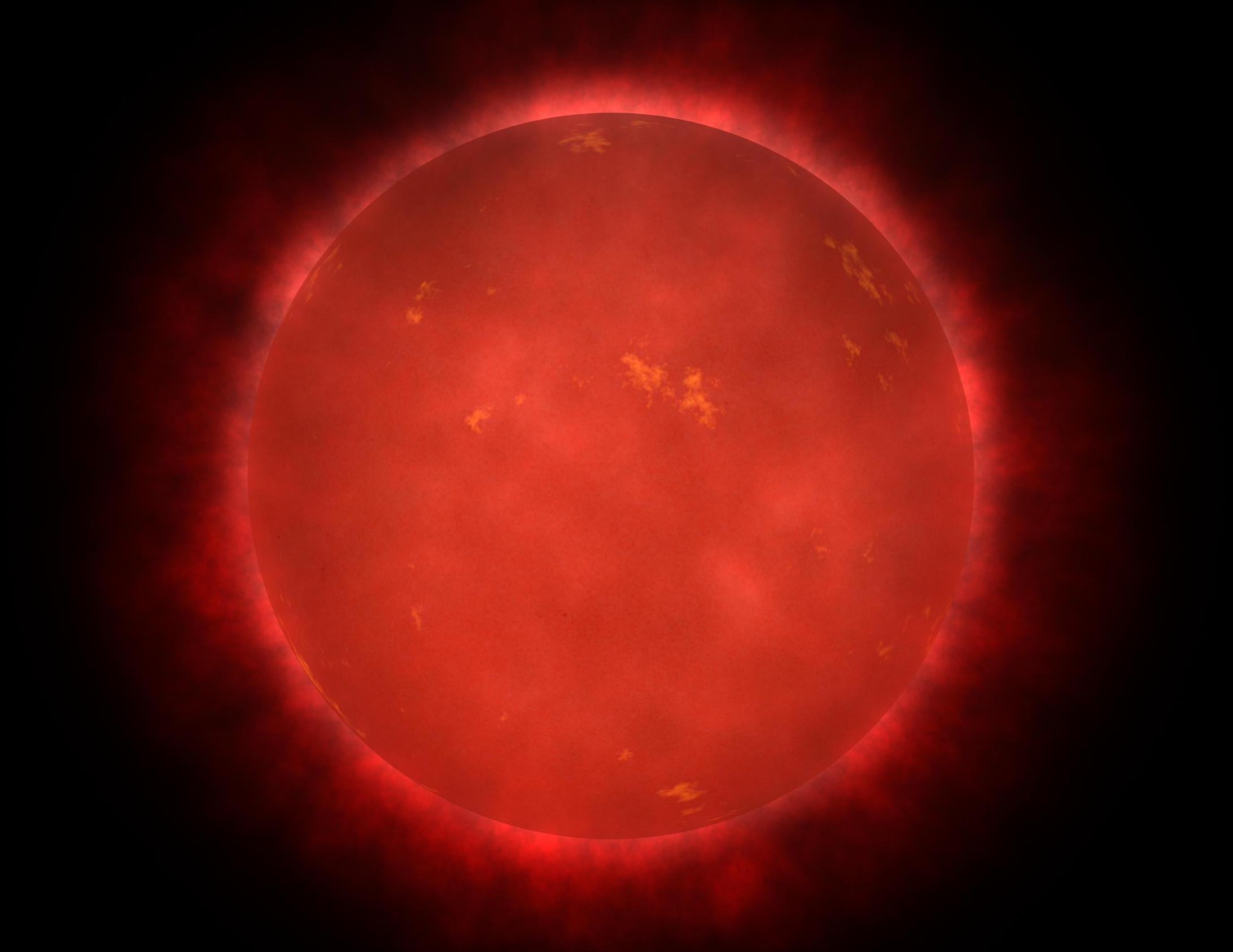
Una imagen de la gran estrella Lacaille 9352 de la constelación Piscus Austrinus

Lacaille 9352 (GJ 887 / HIP 114046 / LHS 70) es una estrella que se encuentra a 10,74 años luz del Sol, lo que la convierte en la décimo-primera (o undécima) más cercana a nuestro sistema solar.
Se halla situada en la constelación de Piscis Austrinus cerca del límite con Grus, al sureste de β Piscis Austrini, y suroeste de γ Piscis Austrini y δ Piscis Austrini.
De magnitud aparente +7,34, no es observable a simple vista.
Lacaille 9352 fue una de las estrellas que incluyó Nicolas Louis de Lacaille en su catálogo del año 1763 en donde figuran 9766 estrellas observadas desde el hemisferio sur.
Respecto a nosotros se mueve a razón de 6,9" por año, la cuarta estrella con mayor movimiento propio (el primero en notarlo fue Benjamin Apthorp Gould en 1881).
De tipo espectral M1.5V, Lacaille 9352 es una enana roja con una temperatura efectiva de 3700 K.
Con apenas algo más del 1 % de la luminosidad solar, su metalicidad es un 60 % de la que tiene el Sol ([Fe/H] = -0,22).
La medida de su diámetro angular, teniendo en cuenta el oscurecimiento de limbo —1,388 milisegundos de arco—, permite calcular su radio, igual al 64 % del que tiene el Sol; otras fuentes, sin embargo, estiman un radio inferior, equivalente al 49 % del radio solar.
Su masa es aproximadamente la mitad de la que tiene el Sol.
Dada la proximidad de Lacaille 9352 respecto al Sol, esta estrella ha sido objeto de gran interés astronómico. Ha sido seleccionada como objetivo prioritario de la Space Interferometry Mission (SIM) de la NASA, proyecto de búsqueda de planetas de tres masas terrestres dentro de las 2 UA más cercanas a la estrella.
Hasta el momento, el telescopio espacial Hubble no ha detectado objetos del tamaño de un planeta gigante o una enana marrón alrededor de esta estrella.
Incluyendo la luz infrarroja emitida, un hipotético planeta terrestre —para que albergara agua líquida— tendría que estar situado a 0,22 UA de Lacaille 9352.